# باد غريسباخ
باد غريسباخ در روتتال (بالألمانية: Bad Griesbach (Rottal)) هي بلدة ألمانية تقع في ألمانيا في باساو.